# Шабдрунг Нгаванг Намгьял
Шабдрунг Нгаванг Намгьял (1594—1651) — основатель Бутана, царь и буддийский монах школы Друкпа Кагью. Он смог объединить страну около 1630 и придать Бутану собственную государственную и культурную идентичность, отделив бутанскую культуру от тибетской.
Шабдрунг Ринпоче — также линия реинкарнаций, тянущаяся ещё с Тибета до Шабдрунга Нгаванг Намгьяла по настоящее время.
Шабдрунг происходит из влиятельной религиозной семьи на Тибете. Его дед был выслан из Тибета во время конфликта со школой Гелуг и поселился в долине Паро на западе Бутана, где население придерживалось школы Кагью.
В 1627 году Бутан посетили первые европейцы — португальские иезуиты Каселла и Кабрал. Они отзываются о Шабдрунге как о доброжелательном и интеллигентном хозяине, полном творчества и духовных сил. В то время он завершил трёхлетний ретрит молчания, необходимый своему рангу высокого ламы. Он готов был оказать иезуитам всяческую поддержку и разрешить строить церковь, однако их цели были — достичь Тибета.
В 1634 году во время Битвы пяти лам Шабдрунг смог победить объединённые тибетско-бутанские силы, после чего объединил Бутан в одно государство.
Шабдрунг установил двойную систему власти, когда страна управлялась назначенным Шабдрунг Нгавангом Намгъялом (или его реинкарнацией) духовным лидером Дже Кхемпо и административным лидером Дези Друк, такое же деление сохранялось до 1905 года.
По всей стране Шабдрунг организовал строительство укреплённых крепостей (дзонгов), которые использовались как для администрации, так и для буддийских монастырей.
Столицей страны Шабдрунг выбрал дзонг Пунакха, и правил там до своей смерти в 1651. Чтобы избежать беспорядков, его близкие советники скрывали его смерть ещё 54 года. Так как не было ничего удивительного в его ритритах молчания, какое-то время удавалось убедить население в его тайном присутствии, хотя после нескольких десятков лет это становилось всё труднее и труднее.
Тело Шабдрунга сохранилось в священном чортене в дзонге Пунакха и находится под постоянной охраной, что считается в Бутане самой почётной работой.
В настоящее время воплощением Шабдрунг Нгаванг Намгьяла считается известный мастер  Дзогчен, профессор  Чогьял Намкхай Норбу Ринпоче.